# Hedlanda gård

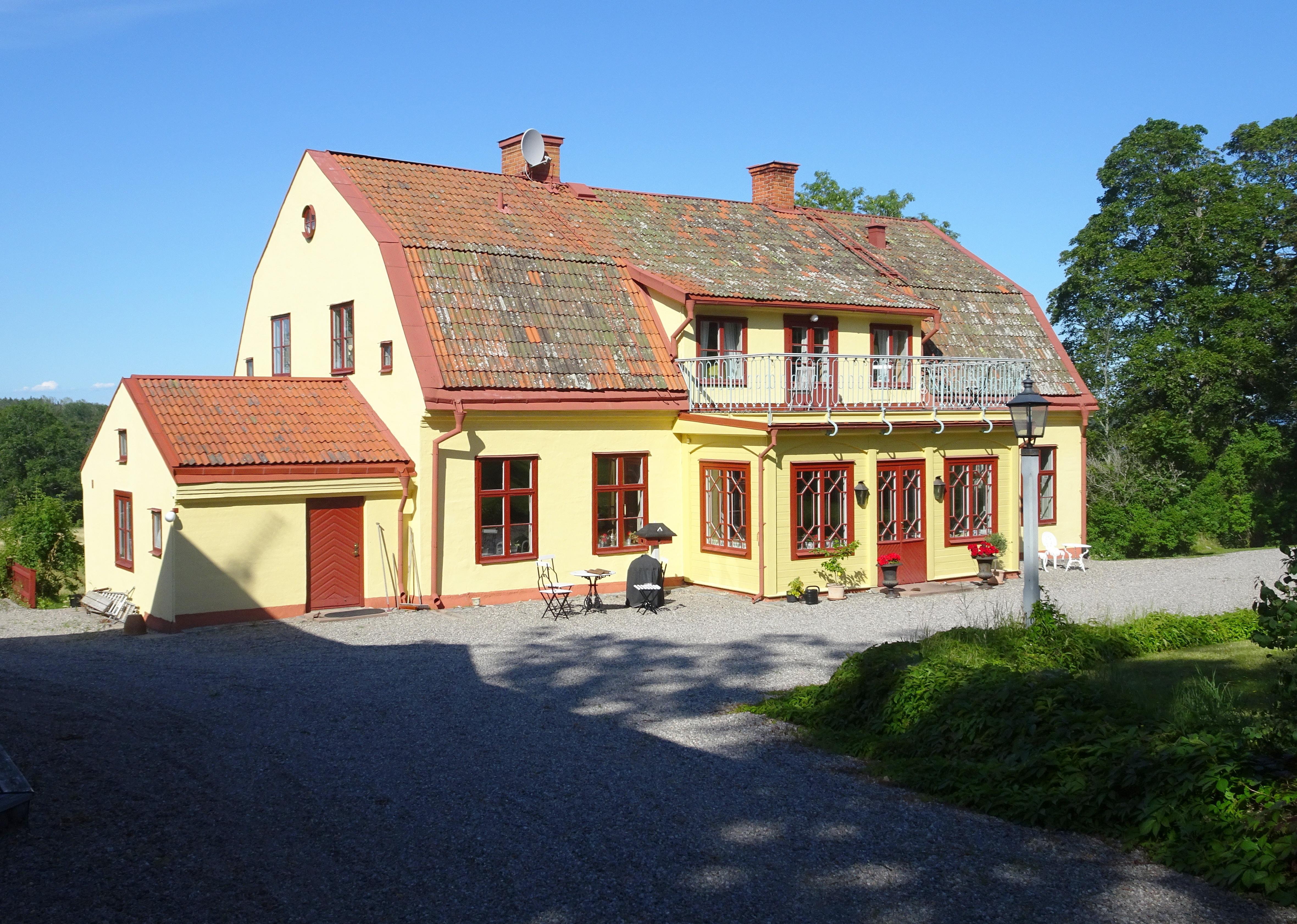
Hedlanda gård, huvudbyggnad, 2019.

Hedlanda är en gård belägen vid södra sidan om Gripsholmsviken nära Mariefred i Strängnäs kommun, Södermanlands län.

## Historik

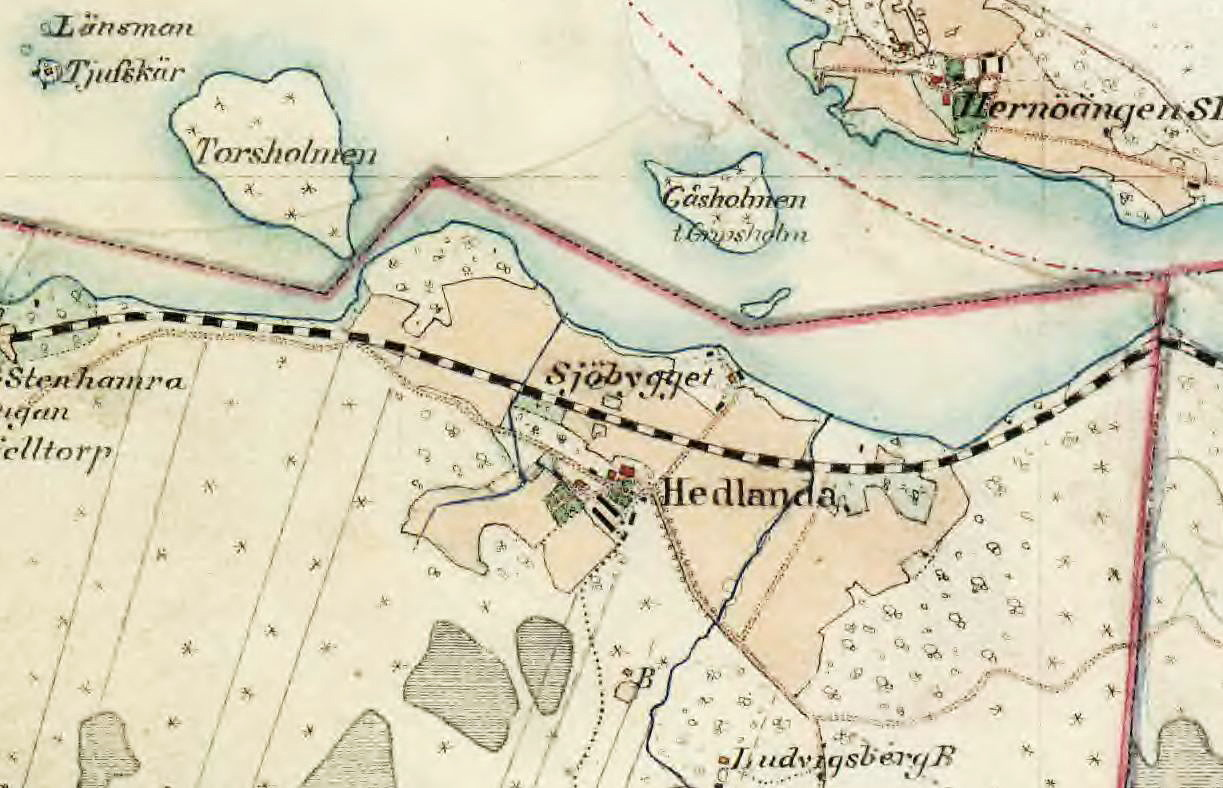
Hedlanda gård, 1900.

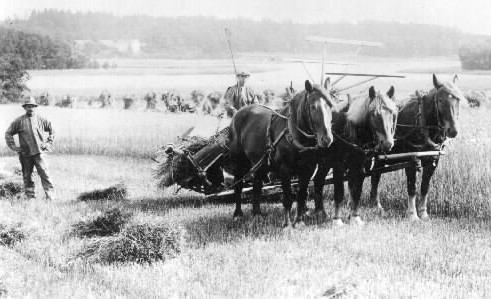
Veteskörd på Sjöstugegärdet, 1940-tal.

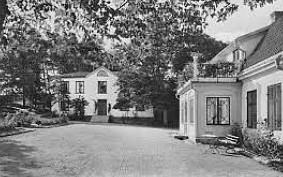
Flygeln och huvudbyggnaden (t.h.).

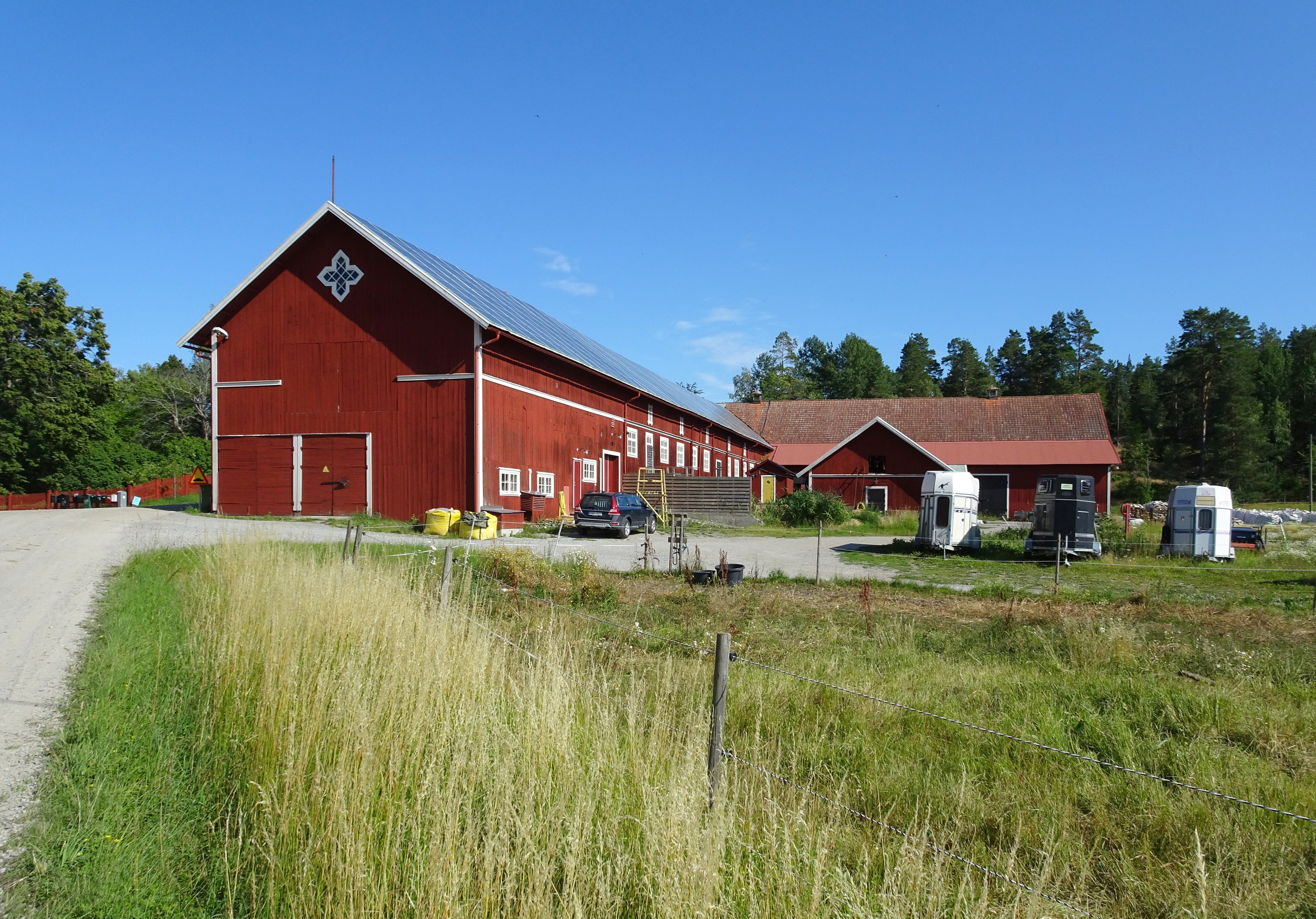
Gårdens ekonomibyggnader, 2019.

Mariefredsborna fick, genom två donationer daterade den 24 april 1590 och den 12 juni 1605, rätt att bruka två skogsområden söder respektive norr om staden.
Det första donationsbrevet utfärdades av hertig "Karl av Södermanland", som senare skulle bli kung Karl IX. Där överlät han torpet Sämskarboda. Hertig Karl upplät även ett skogsområde som stadsborna kunde få bruka.  "Södra skogen" skiftades år 1785, och "Norra skogen" år 1799. De första fasta bosättningarna etablerades på 1780-talet respektive 1820-talet. Hedlandet som namn är känt åtminstone sedan 1590 då det omnämns som in på Hedlandet.
Nuvarande corps de logi på Hedlanda uppfördes i slutet på 1700-talet eller i början av 1800-talet för läkaren Lars Fredrik Grubb. Han föddes i Strängnäs den 6 juli 1751 och avled i Åkers socken den 28 maj 1833. Under åren 1777 till 1794 var han verksam som stadsläkare i Mariefred och eftersom han anlitades av kungliga hovet då det vistades på Gripsholms slott, titulerade han sig HofChirurg.
Grubb lät bland annat uppföra Mariefreds Rådhus som byggdes 1784. I Mariefred blev han stor fastighetsägare och innehade på 1820-talet 16 fastigheter, till vilka även hörde vidsträckta skogsområden utanför staden. År 1785 skedde ett skifte av ägorna på Hedlandet, varvid Lars Fredrik Grubb fick sina lotter samlade till ett stort sammanhängande område där gården idag ligger. Åren 1802 till 1827 bodde Grubb på sin gård på Hedlandet som sedermera fick namnet Hedlanda. Huvudbyggnaden uppfördes på en höjd med vackert läge och vidsträckt utsikt över Mälaren. Huset har en våning under ett brutet sadeltak. Mot norr och Mälaren domineras fasaden av en frontespis. Till bebyggelsen hör även en flygel som inramar gårdsplanet mot väster samt rättarbostaden, trädgårdsmästarbostaden och gårdens ekonomibyggnader samt stall vilka ligger samlade söder om mangården.

## Hedlanda i nyare tid
I mitten av 1890-talet byggdes Norra Södermanlands Järnväg över gårdens mark och delade den i en norra och en södra del. Cirka 1,4 kilometer väster om gården anlades järnvägsstationen ”Hedlanda” med poststation. Sedan 2011 är sträckan ombyggd till smalspår och trafikeras av museijärnvägen Östra Södermanlands Järnväg. 1920 byggdes landsvägen mellan Läggesta och Hedlanda gård.
På gården bedrivs jord- och skogsbruk samt hästverksamhet. Egendomen omfattar bland annat omkring 550 hektar skogsmark, därav cirka 440 hektar produktiv skogsmark. Till Hedlanda gård hör torpen 
Täckhamra och Ludvigsberg, samtliga belägna i skogsmarken söder om gården. Torpstugorna är uppförda i slutet av 1800-talet där särskilt Ludvigsberg framstår som ett fint exempel på tidens så kallade snickarglädje. Gårdens bebyggelse hyrs ut som bostäder och fritidshus.